# Phoenicaulis cheiranthoides
Phoenicaulis  es un género monotípico de fanerógamas perteneciente a la familia Brassicaceae.  Su única especie: Phoenicaulis cheiranthoides es originaria de los Estados Unidos.

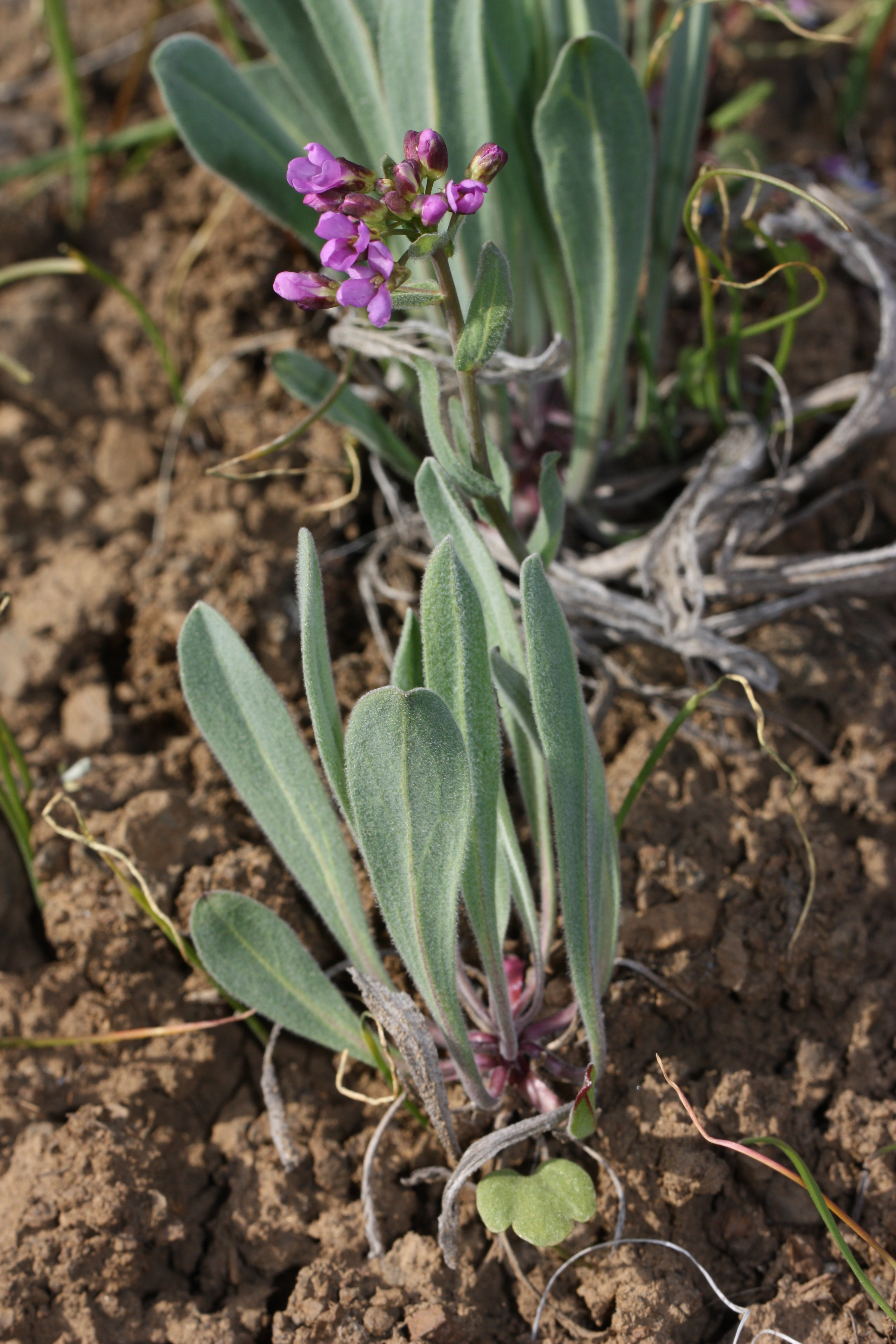
Vista de la planta

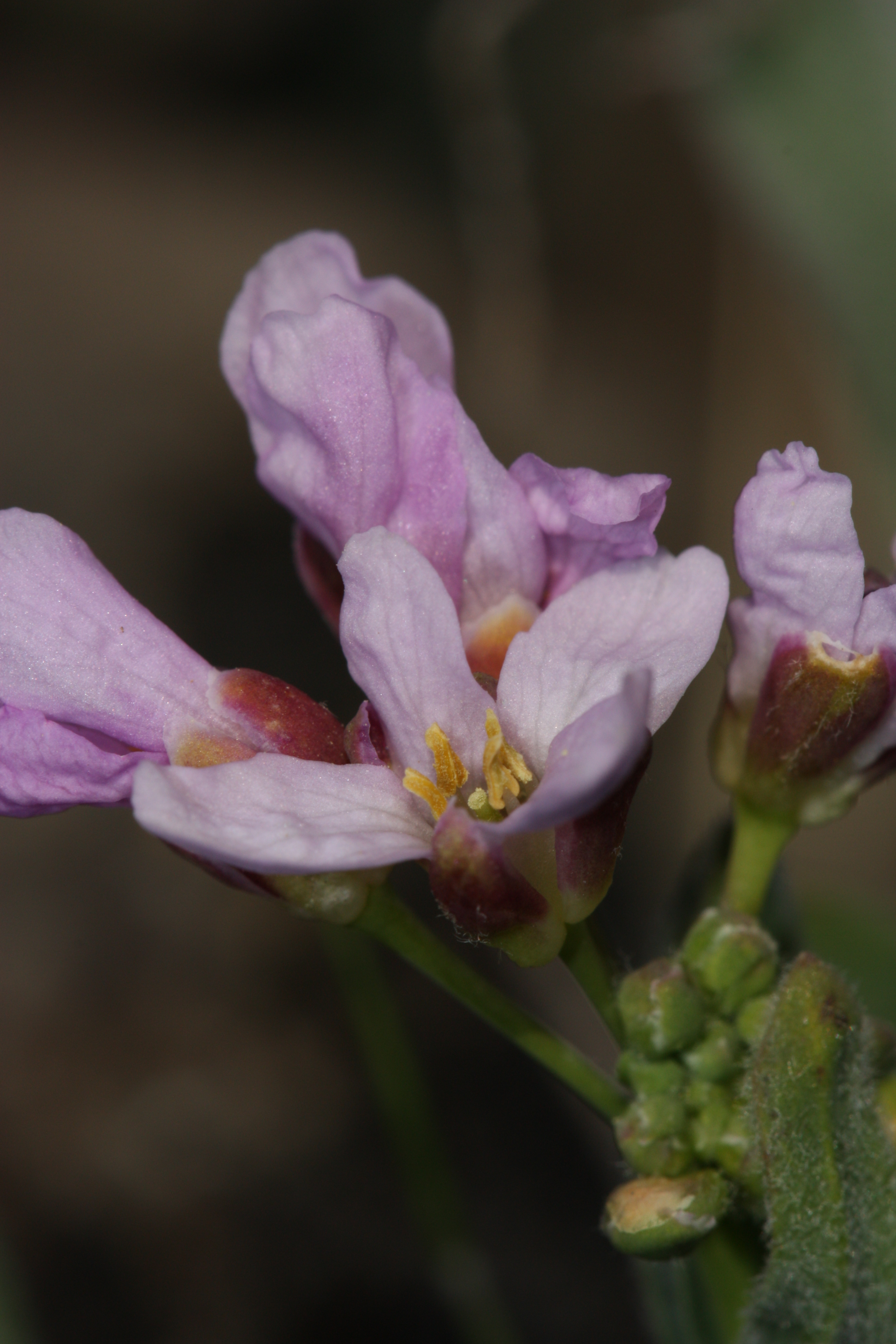
Detalle de las flores

## Descripción
Es una hierba perenne con uno o más tallos de hasta 25 a 30 centímetros de altura desde un caudex. Las hojas basales son en forma de lanza o de lágrima, de hasta 10 centímetros de largo, y lanudas en la textura. Hojas superiores del tallo son más cortas y por lo general menos peludas. La inflorescencia es un racimo de flores  con pétalos de color púrpura o rosa hasta unos 1,5 centímetros de largo. El fruto es una estrecha silicua de hasta 9 centímetros de largo. 

## Hábitat
La planta crece en muchos tipos de hábitat, especialmente las zonas rocosas. Se presenta en matorrales de artemisa, pedregal, expuestas laderas volcánicas y arcilla, afloramientos rocosos, las colinas, los bancos y prados, en el clima alpino de las montañas. Crece a hasta 3.200 metros de altitud.

## Taxonomía
Phoenicaulis cheiranthoides fue descrita por Thomas Nuttall y publicado en A Flora of North America: containing . . . 1(1): 89. 1838.
Sinonimia
- Parrya cheiranthoides (Nutt.) Jeps.
- Parrya cheiranthoides var. glabra (Jeps.) Jeps.
- Parrya cheiranthoides var. lanuginosa (S. Watson) M. Peck
- Parrya menziesii (Hook.) Greene
- Parrya menziesii var. glabra Jeps.
- Parrya menziesii var. lanuginosa S. Watson
- Parrya pedicellata (A. Nelson) Tidestr.
- Phoenicaulis cheiranthoides var. lanuginosa (S. Watson) Rollins
- Phoenicaulis cheiranthoides subsp. lanuginosa (S. Watson) Abrams
- Phoenicaulis menziesii Greene
- Phoenicaulis menziesii var. lanuginosa (S. Watson) A. Heller
- Phoenicaulis pedicellata (A. Nelson) A. Heller
- Streptanthus pedicellatus (A. Nelson) A. Nelson[5]